# Nicolas Florian
Pour les articles homonymes, voir Florian.
Nicolas Florian, né le 29 mars 1969 à Marmande (Lot-et-Garonne) et mort le 26 janvier 2025 à Bordeaux (Gironde), est un homme politique français, membre des Républicains (LR). Il est maire de Bordeaux de 2019 à 2020.

## Biographie

### Situation personnelle
Nicolas Florian est le fils d'une antiquaire et d'un directeur régional de la société Bull et le petit-fils d'un immigré italien. Ses grands-parents sont agriculteurs en Lot-et-Garonne, à proximité de Marmande.
En 1975, alors qu'il a 6 ans, sa mère et son beau-père venant du Lot-et-Garonne s'installent dans la banlieue bordelaise à Villenave-d'Ornon.
Il est amateur de rugby et son épouse Hélène travaille au club de l'UBB (Union Bordeaux Bègles). Le couple a un fils prénommé Antoine.

### Carrière professionnelle
Alors que sa famille est gaulliste, il adhère au RPR pendant ses études à la faculté de droit. Titulaire d'une maîtrise en droit des affaires, il se destine initialement à une carrière d'avocat. Il devient finalement, à 23 ans, assistant parlementaire du député RPR Jean-Claude Barran de la troisième circonscription de la Gironde (en fonction de 1993 à 1997 ; suppléant de Gérard Castagnéra, maire de Talence, décédé en septembre 1993). 
De 2008 à 2013, il est chargé de communication puis secrétaire général du groupe Pichet, société de promotion immobilière. Contraint au chômage par ses fonctions d’élu à plein temps en 2014, il fait valoir ses droits de perception d’allocations de retour à l'emploi (ARE), malgré de substantielles indemnités d’élu municipal, métropolitain et régional. Ce cumul légal, révélé à la veille du premier tour des élections municipales de 2020, agite la campagne et interroge,. En novembre 2016, lors d'une « cession sans procédure de vente aux enchères publiques » d'un terrain municipal au groupe Pichet, Nicolas Florian alors chargé du dossier, fait l'objet d'une interrogation, de la part du groupe municipal d'opposition (socialiste et écologiste), pour un éventuel « conflit d'intérêts »,.
En marge de ses mandats électifs, Nicolas Florian est à partir de septembre 2014 président du conseil d'administration de la Société Bordelaise des Équipements Publics d’Expositions et de Congrès (SBEPEC), société publique locale chargée de la gestion, entre autres, du Parc des expositions de Bordeaux.

### Parcours politique

#### Débuts auprès de figures locales
Il est repéré par Jacques Valade, durant le mandat municipal de Jacques Chaban-Delmas. Dès l'âge de 26 ans, il entre en politique, comme conseiller municipal de Villenave-d'Ornon en banlieue de Bordeaux, puis il est adjoint du maire, Patrick Pujol. Il exerce la fonction de juin 1995 à avril 2014. Aux élections municipales de 2014, il intègre la liste conduite par Alain Juppé pour la mairie de Bordeaux.
En mars 2001, il est élu conseiller général de la Gironde pour le canton de Villenave-d'Ornon.  Cependant, au renouvellement de mars 2008, il perd au second tour face à la socialiste Martine Jardiné, conseillère municipale dans l'opposition à Villenave d'Ornon et conseillère métropolitaine à Bordeaux-Métropole. 
En 1995, il est élu de la Communauté urbaine de Bordeaux (CUB devenue Bordeaux Métropole en 2015) dont il est vice-président, successivement chargé du tourisme (2004-2008), des franchissements sur la Garonne (2008-2011 ; pilotant ainsi notamment les dossiers du pont Chaban-Delmas et du pont Simone-Veil), puis enfin à l'économie (2011-2014). Il est toujours conseiller métropolitain jusqu'en 2020, et siège à la Commission des finances sous la présidence de Véronique Ferreira (PS) maire de Blanquefort. 
Placé troisième sur la liste UMP de Xavier Darcos aux régionales de 2010, dont il est le porte-parole, il siège au Conseil régional de Nouvelle-Aquitaine.

#### Ascension partisane
Il a assuré le secrétariat départemental de la Gironde des Républicains (anciennement UMP) de 2002 à 2018 ; seul candidat, Yves Foulon lui succède. Toujours membre des Républicains, il rejoint le mouvement « Libres ! » de Valérie Pécresse comme secrétaire général adjoint.
Aux législatives de 2012, il ambitionne de ravir la 3e circonscription de la Gironde (au sud de Bordeaux), fief de Noël Mamère largement victorieux en 1997 sur le député sortant Jean-Claude Barran (60,91 % des voix exprimées), dont il était l'attaché parlementaire. Mais il doit se rabattre quelques semaines avant le scrutin sur la 2e circonscription de la Gironde (centre de Bordeaux) qu'Alain Juppé renonce à reprendre à la socialiste Michèle Delaunay qui la lui avait ravie en 2007 avec 50,97 % des voix. Malgré le soutien appuyé de son mentor, Alain Juppé qui l'avait sollicité, Nicolas Florian est largement battu au 2e tour face à Michèle Delaunay, députée sortante, avec 41,56 % des voix exprimées.  Aux législatives de 2017, candidat sur la 1e circonscription de la Gironde (nord de Bordeaux), il ne résiste pas à la vague déferlante de La République en marche : Nicolas Florian est à nouveau battu au second tour contre Dominique David, avec 40,4 % des voix exprimées.
En 2014, il coordonne la campagne municipale d'Alain Juppé et entre à la mairie de Bordeaux pour remplacer Hugues Martin, et occuper le poste de deuxième adjoint chargé des finances, des ressources humaines et de l'administration générale. Alors que Virginie Calmels est placée comme première adjointe par Alain Juppé, ses relations avec elle sont considérées comme « exécrables ». En renonçant à ses mandats électoraux, au lendemain du départ d'Alain Juppé de Bordeaux, elle laisse le champ libre à Nicolas Florian au siège de maire, en attendant les municipales de mars 2020.

#### Maire de Bordeaux
Au lendemain de l'annonce du départ d'Alain Juppé pour le Conseil constitutionnel le 13 février, celui-ci téléphone à Nicolas Florian pour lui faire savoir qu'il le proposera à la majorité municipale pour lui succéder à la mairie. Parallèlement, Alain Juppé téléphone à Virginie Calmels, un temps pressentie comme « dauphine », pour l'informer de sa préférence. Le 14 février, ladite majorité entérine à « l'unanimité » le choix d'Alain Juppé. Ainsi, Nicolas Florian, depuis seulement quatre ans au conseil municipal de Bordeaux et second adjoint du maire, très peu connu des Bordelais se retrouve, selon Matthieu Rouveyre, conseiller municipal d'opposition, maire « par ricochet, par défaut » du fait du retrait de Virginie Calmels. 
Dans la perspective non réalisée d'Alain Juppé, d'être élu président de la République en mai 2017, de nombreux élus locaux, dont Nicolas Florian, se préparaient à son remplacement à la mairie et à la métropole. En septembre 2017, à la suite des orientations de Virginie Calmels favorables à Laurent Wauquiez, Alain Juppé avait déclaré à ses adjoints : « Parmi vous, aucun n’a le profil pour prétendre à ma succession ». La campagne des municipales de mars 2020 semble ouverte, alors que « le besoin de renouvellement » exprimé par Alain Juppé, resté presque vingt-cinq ans à la tête de Bordeaux, pourrait être remis en question par la présence d'un candidat LREM Thomas Cazenave alors qu'était longtemps pressenti Édouard Philippe, ami intime d'Alain Juppé, que la rumeur propageait avec insistance.
Le 7 mars 2019, le dauphin de l'ancien Premier ministre est élu maire de Bordeaux en remplacement d'Alain Juppé parti au Conseil constitutionnel. Il affirme ne pas être un maire par intérim et souhaite se présenter lors des élections municipales de 2020. D'un caractère assez différent de celui d'Alain Juppé, Nicolas Florian est loué pour son sens du dialogue et sa cordialité par ses collègues comme par ses opposants. Concernant sa pensée politique, il se réclame du gaullisme, et se veut pour les affaires municipales le continuateur de son « mentor » Juppé tout en souhaitant introduire sa marque personnelle.
Au second tour des élections municipales de 2020, après avoir fusionné avec la liste LREM de Thomas Cazenave, sa liste perd (44,1 %) face à celle de gauche menée par Pierre Hurmic (46,5 %), avec une abstention à 62 %,. Il s’agit de la première alternance politique à Bordeaux en 73 ans.

#### Chef de l'opposition bordelaise
Lors de élections régionales de 2021 en Nouvelle-Aquitaine, la liste qu'il mène pour Les Républicains termine à la troisième place au second tour.
Il renonce à maintenir sa candidature aux élections législatives de 2022 en raison du faible score de la candidate LR, Valérie Pécresse, à l'élection présidentielle.
Il fustige l'opposition de la direction nationale de LR au gouvernement d'Emmanuel Macron, une position qui relève selon lui de la « posture ». Au conseil municipal de Bordeaux, les élus LR, Renaissance, Horizons et MoDem sont alliés face au maire écologiste Pierre Hurmic, cosignant des courriers, posant des questions écrites en commun et votant les mêmes délibérations.

### Mort
Le 26 janvier 2025, en début d'après-midi, l'entourage de Nicolas Florian annonce son décès à 55 ans survenu le matin même à l'hôpital Pellegrin de Bordeaux, où il était hospitalisé à la suite d’un accident vasculaire cérébral,, survenu deux jours auparavant.

## Résultats électoraux

### Élections régionales
| Année | Parti | Parti | Région             | Position      | 1er tour | 1er tour | 1er tour | 2d tour | 2d tour | 2d tour | Sièges (CR) |
| Année | Parti | Parti | Région             | Position      | Voix     | %        | Rang     | Voix    | %       | Rang    | Sièges (CR) |
| ----- | ----- | ----- | ------------------ | ------------- | -------- | -------- | -------- | ------- | ------- | ------- | ----------- |
| 2021  |       | LR    | Nouvelle-Aquitaine | Tête de liste | 186 348  | 12,48    | 4e       | 214 859 | 14,19   | 3e      | 19 / 183    |

### Élections municipales
Les résultats ci-dessous concernent uniquement les élections où il est tête de liste.
| Année | Liste | Liste | Commune  | 1er tour | 1er tour | 1er tour | 2d tour | 2d tour | 2d tour | Sièges (CM) |
| Année | Liste | Liste | Commune  | Voix     | %        | Rang     | Voix    | %       | Rang    | Sièges (CM) |
| ----- | ----- | ----- | -------- | -------- | -------- | -------- | ------- | ------- | ------- | ----------- |
| 2020  |       | LR    | Bordeaux | 18 990   | 34,55    | 1er      | 25 163  | 44,12   | 2e      | 14 / 65     |